# My Man Godfrey
My Man Godfrey (en España, Al servicio de las damas; en Argentina, La porfiada Irene) es una película estadounidense de 1936 dirigida por Gregory La Cava, con William Powell y Carole Lombard en los papeles principales.
En 1999, la película fue incluida entre los filmes que conserva el National Film Registry de la Biblioteca del Congreso de Estados Unidos, por ser considerada «cultural, histórica, o estéticamente significativa».

## Argumento
En los oscuros años de la Gran Depresión, en Nueva York viven dos muchachas afortunadas en un mundo superficial y caprichoso: Irene Bullock (Carole Lombard) y su hermana mayor Cornelia (Gail Patrick). Una tarde, para matar el aburrimiento, participan en una yincana, juego en que se compite en diversas pruebas. Irene y Cornelia se internan en el barrio East River, en busca de un vagabundo, como lo exige el juego. Allí se encuentran con hombres que sobreviven apenas, víctimas de la Gran Depresión. Conocen a un amable e ingenioso hombre que dice llamarse Godfrey (William Powell). Lo invitan a seguirlas al lujoso Hotel Waldorf Ritz, para presentarlo como una de las pruebas del juego. Godfrey se comporta con mucha educación, e incluso da una pequeña conferencia. Irene queda impresionada por la personalidad de Godfrey, y le ofrece trabajo como mayordomo de la casa paterna. Godfrey acepta y comienza su actividad como mayordomo. 
Pronto comienza a ser testigo del comportamiento de la familia Bullock. El padre, Alexander Bullock (Eugene Pallette), que fue luchador, ahora se dedica a los negocios y vive para pagar los desvaríos de la familia. La madre, Angelica Bullock (Alice Brady) es una mujer que sufre de delirios y ve duendes por las mañanas. Cornelia, la hermana de Irene, es arrogante, envidiosa y mal intencionada, y trata de hacerle la vida imposible a Godfrey. Viven en la mansión también la cocinera de lengua afilada Molly (Jean Dixon) y un exótico protegido de la madre: Carlo (Mischa Auer), pianista que no puede oír hablar de dinero.
La vida en la casa transcurre entre situaciones estrambóticas, como un robo de perlas, la aparición de un caballo en la biblioteca e incluso una improvisada boda.
El amable, culto y hábil Godfrey se dedica en cuerpo y alma a servir a los Bullock, luchando al mismo tiempo contra el amor de Irene y el odio de Cornelia, mientras comienza paralelamente a desarrollar otros talentos.

## Reparto
- William Powell: Godfrey Park
- Carole Lombard: Irene Bullock
- Alice Brady: Angelica Bullock
- Gail Patrick: Cornelia Bullock
- Eugene Pallette: Alexander Bullock

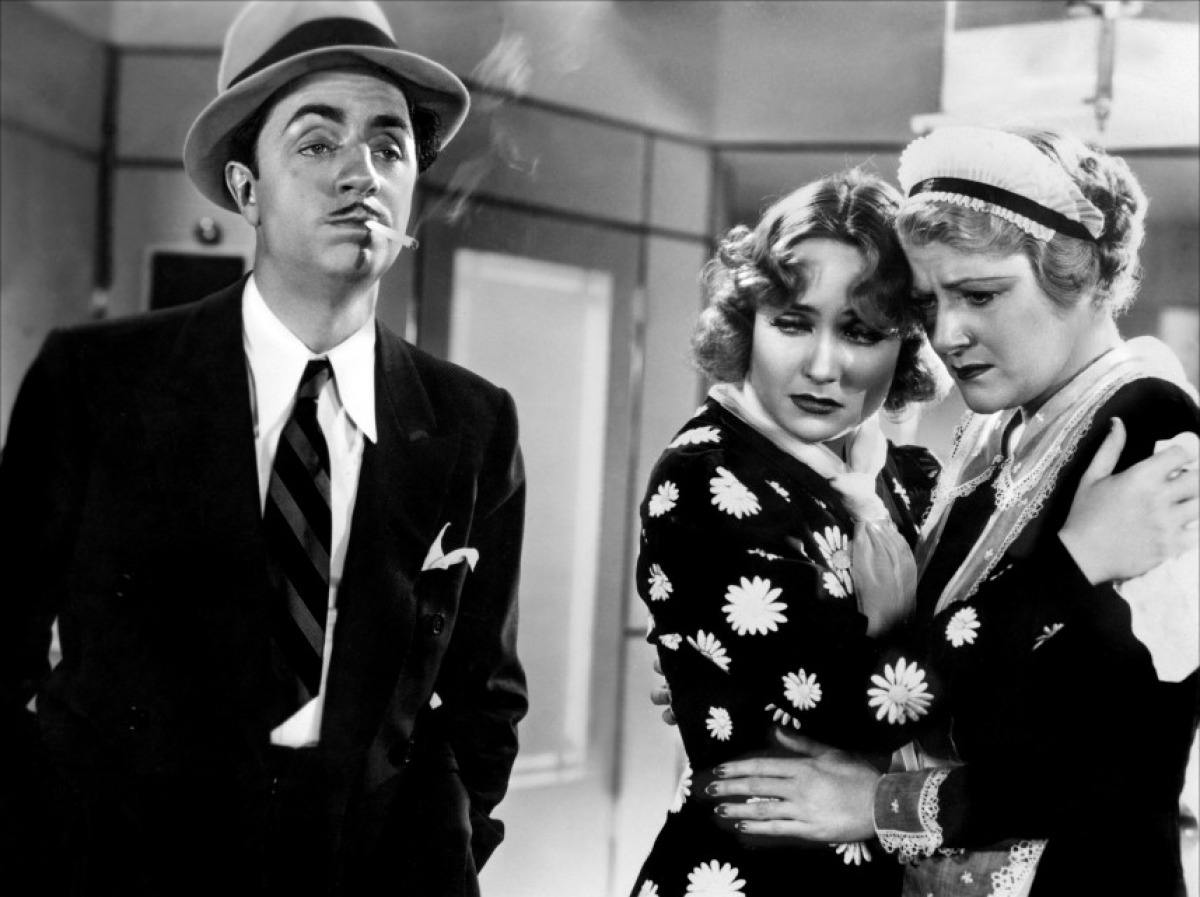
William Powell, Carol Lombard y Jean Dixon en parte de un fotograma de la película.

- Jean Dixon: Molly, cocinera de la familia Bullock
- Alan Mowbray: Tommy Gray
- Mischa Auer: Carlo, protegido de la Sra. Bullock
- Pat Flaherty: Mike Flaherty
- Robert Light: George
- Grady Sutton: Charlie Van Rumple